# Karagacz (obwód orenburski)
Karagacz (ros. Карагач) – osiedle w Rosji, w obwodzie orenburskim, w rejonie bielajewskim. W 2010 liczyło 760 mieszkańców.